# Säure-Base-Konzepte
Um die Begriffe Säure und Base haben sich in der Chemie verschiedene Konzepte entwickelt, die auf unterschiedlichen Begriffsdefinitionen beruhen. Der Antrieb dieser Entwicklung beruht einerseits auf der Suche nach einer möglichst umfassenden und allgemeingültigen Definition, anderseits auf einem bestimmten Anwendungsbereich eines Konzeptes.
Die dabei heute üblicherweise als Grundlage benutzte Säure-Base-Definition im engeren Sinne ist die nach Johannes Nicolaus Brønsted und Martin Lowry, die zwar, wie die ihr vorausgegangene Definition nach Svante Arrhenius, von Protonenübertragungsreaktionen im Wasser ausgeht, aber auch solche ohne die Anwesenheit von Wasser diskutiert. Obwohl damit eine eher spezielle Definition, findet sie nach wie vor in der Chemie breite Anwendung.
Im weiteren Sinne dagegen wird heute meist mit der Definition nach Gilbert Newton Lewis gearbeitet, wobei man in diesem Fall meist explizit von Lewis-Säuren bzw. Lewis-Basen spricht.

## Definition nach Arrhenius

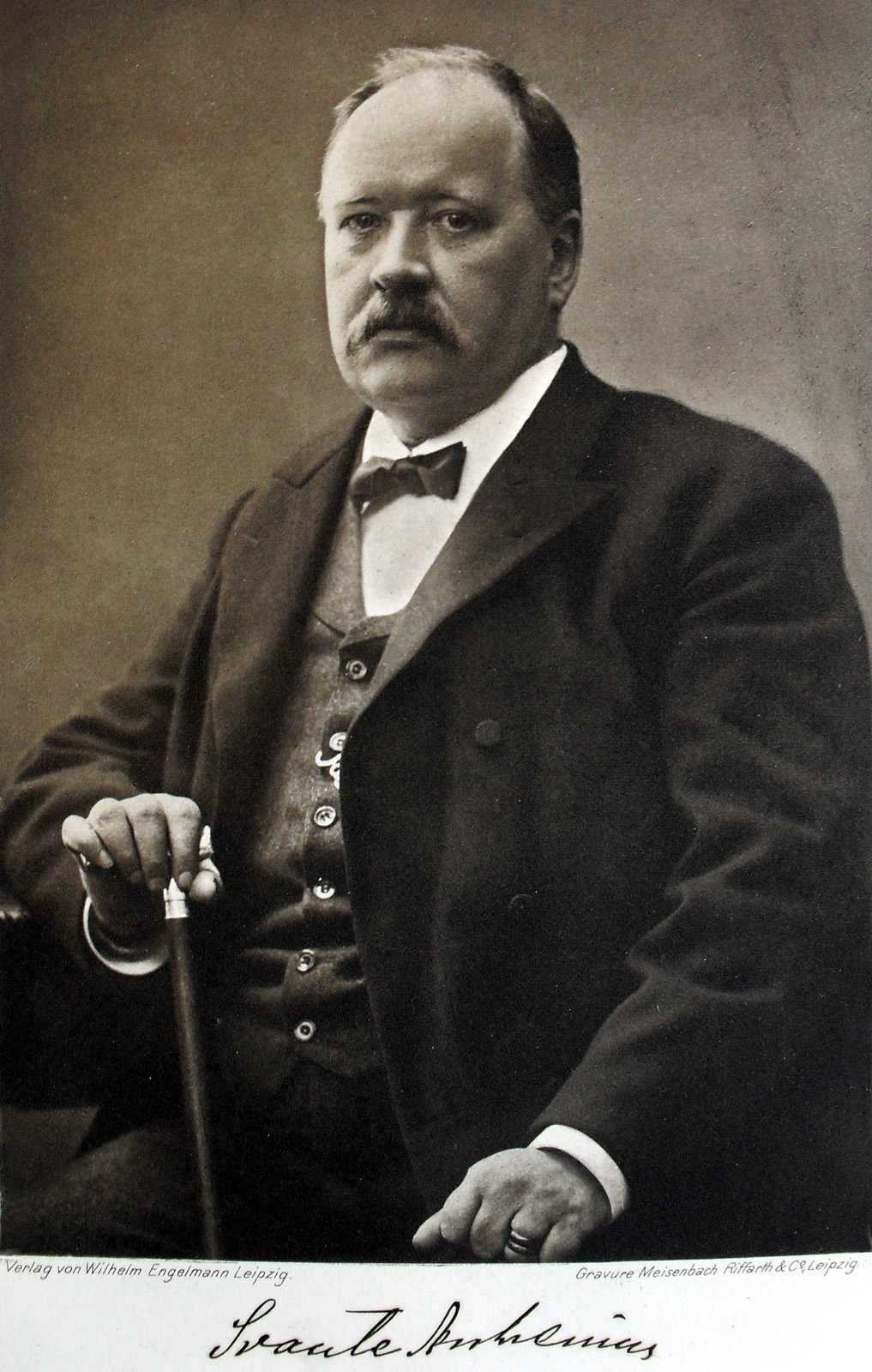
Svante Arrhenius

Das Säure-Base-Konzept nach Svante Arrhenius wurde 1887 aufgestellt und basiert auf der Ionentheorie, der experimentell bestimmbaren elektrolytischen Leitfähigkeit von wässrigen Lösungen, die Salze, Säuren oder Basen enthalten. Neben den Salzen, die als echte Elektrolyte bezeichnet werden, sind Säuren potentielle Elektrolyte, da sie als Reinstoffe nicht den Strom leiten. Sie unterliegen jedoch einer elektrolytischen Dissoziation in Wasser. Die Leitfähigkeit basiert auf der Bildung von freibeweglichen positiv geladenen Teilchen, den Kationen, und negativ geladenen Teilchen, den Anionen.

### Säuren
Das charakteristische Merkmal einer Säure ist die Dissoziation in positiv geladene Wasserstoffionen (H+-Ionen) und negativ geladene Anionen in einer wässrigen Lösung. Das Anion einer Säure wird Säurerest genannt.
{\displaystyle \mathrm {S{\ddot {a}}uremolek{\ddot {u}}l\rightleftharpoons Wasserstoffion+S{\ddot {a}}urerestion} }
Als Beispiele nennen wir die Reaktionen der Säuren Chlorwasserstoff, Essigsäure und Cyanwasserstoff bei Gabe in Wasser:
{\displaystyle \mathrm {HCl\ \rightleftharpoons \ H_{(aq)}^{+}+Cl_{(aq)}^{-}} }
{\displaystyle \mathrm {H_{3}C{-}COOH\ \rightleftharpoons \ H_{(aq)}^{+}\ +\ H_{3}C{-}COO_{(aq)}^{-}} }
{\displaystyle \mathrm {HCN\ \rightleftharpoons \ H_{(aq)}^{+}+CN_{(aq)}^{-}} }
Diese potentiellen Elektrolyte unterliegen einem Dissoziationsgleichgewicht (einer Gleichgewichtsreaktion). Die Säuren lassen sich qualitativ in starke, mittelstarke, und schwache Elektrolyte einteilen. Während beim Vergleich von jeweils einmolaren Lösungen starke Säuren wie Chlorwasserstoff weitgehend dissoziieren, führen schwache Säuren wie Cyanwasserstoff nur zu einem geringen Dissoziationsgrad und sind nur schwache Elektrolyte.

### Basen
Basen sind Verbindungen, die in Wasser zu Hydroxidionen (OH−-Ionen) und zu Kationen dissoziieren. Die Kationen von Basen werden Basenreste genannt. Eine wichtige Rolle spielen Metallhydroxide; ihre Kationen sind Metallionen:
{\displaystyle \mathrm {Metallhydroxid\rightleftharpoons Basenrest+Hydroxidion} }
Als Beispiele nennen wir hier die Reaktionen von Natriumhydroxid und Calciumhydroxid bei Gabe in Wasser:
{\displaystyle \mathrm {NaOH\ \rightleftharpoons \ Na_{(aq)}^{+}+OH_{(aq)}^{-}} }
{\displaystyle \mathrm {Ca(OH)_{2}\ \rightleftharpoons \ Ca_{(aq)}^{2+}+2\ OH_{(aq)}^{-}} }

### Neutralisation und die Bildung von Salzen
Die Reaktion einer starken oder mittelstarken Säure mit einer äquivalenten Menge einer starken oder mittelstarken Base wird als Neutralisation bezeichnet. Dabei bildet sich in der Regel eine Lösung eines Salzes.
{\displaystyle \mathrm {S{\ddot {a}}ure+Base\ {\xrightarrow[{}]{Neutralisation}}\ Salz_{(aq)}+Wasser} }
{\displaystyle \mathrm {HCl+NaOH\ \rightleftharpoons \ NaCl+H_{2}O} }
Dabei setzen sich H+- und OH−-Ionen zu Wasser um, wobei sich eine neutrale Lösung (pH=7) bildet:
{\displaystyle \mathrm {H^{+}+OH^{-}\longrightarrow \ H_{2}O} }
Salze sind Verbindungen, die in Wasser oder in der Schmelze in Basenrestion und Säurerestionen dissoziieren. Das Reaktionsprodukt der oben genannten Reaktion entspricht einer Lösung, die durch Einbringen von Natriumchlorid in Wasser gebildet wird:
{\displaystyle \mathrm {NaCl\ \rightleftharpoons \ Na_{(aq)}^{+}+Cl_{(aq)}^{-}} }
Salze bilden sich auch über andere chemische Reaktionen, siehe dazu Salzbildungsreaktion.

### Hydrolyse durch Lösen von Salzen
Die zu einer Neutralisation umgekehrte Reaktionsrichtung wird nach Arrhenius als Hydrolyse (auch: „Salzhydrolyse“) bezeichnet. Hydrolyse eines Salzes tritt auf, wenn sich mindestens der Säurerest oder der Basenrest von einer schwachen Säure bzw. einer schwachen Base ableitet. Durch Lösen solcher Salze bilden sich basische (pH>7) bzw. saure (pH<7) Lösungen. Entsprechend nennt man diese Salze basische oder saure Salze.
{\displaystyle \mathrm {Salz+Wasser\ {\xrightarrow[{}]{Hydrolyse}}\ S{\ddot {a}}ure+Base} }
Beim Lösen von Natriumcyanid bildet sich aus dem sehr schwachen Säurerest CN− molekularer Cyanwasserstoff. Dabei bildet sich gelöstes Natriumhydroxid, das zu einer basischen Lösung führt:
{\displaystyle \mathrm {NaCN+H_{2}O\ \rightleftharpoons \ HCN+NaOH_{(aq)}} }
Analog bildet sich beim Lösen von Ammoniumchlorid Ammoniak und dissoziiertes Chlorwasserstoff, was zu einer sauren Lösung führt:
{\displaystyle \mathrm {NH_{4}Cl+H_{2}O\ \rightleftharpoons \ NH_{3}+HCl_{(aq)}} }
Aus der Hydrolyse eines Salzes lässt sich eine Hydrolysekonstante KHydr. ableiten. Für den Fall eines Restes einer schwachen Säure gilt:
{\displaystyle K_{\mathrm {Hydr.} }={\frac {c_{\mathrm {HA} }\cdot c_{\mathrm {OH^{-}} }}{c_{\mathrm {A^{-}} }}}\ {\Bigl (}={\frac {K\mathrm {_{W}} }{K\mathrm {_{S}} }}=K_{\mathrm {B} }{\Bigl )}}
Für den Fall eines Restes einer schwachen Base gilt:
{\displaystyle K_{\mathrm {Hydr.} }={\frac {c_{\mathrm {H^{+}} }\cdot c_{\mathrm {BOH} }}{c_{\mathrm {B^{+}} }}}\ {\Bigl (}={\frac {K\mathrm {_{W}} }{K\mathrm {_{B}} }}=K_{\mathrm {S} }{\Bigl )}}
In diesen Fällen besteht eine Gleichheit der Salzhydrolyse mit der Definition nach Brønsted und Lowry mit der Basenkonstante KB, der Säurekonstante KS und dem Ionenprodukt {\displaystyle K_{\text{W}}=c_{\mathrm {{H_{3}O}^{+}} }\cdot c_{\mathrm {OH^{-}} }}, die in den Gleichungen in Klammern gezeigt sind.

### Grenzen der Definition
In dieser Definition sind Säuren und Basen auf Wasser als Lösungsmittel beschränkt. Bei Säuren wird die Freisetzung von H+-Ionen postuliert, die hydratisiert werden. Bei genauerer Betrachtung bilden sich jedoch Oxonium-Ionen (H3O+), da das Lösemittel Wasser wichtiger Reaktionspartner ist.
Basische Reaktionen von Substanzen, die keine OH−-Ionen abgeben können, werden mit diesem Modell nicht beschrieben. So ist die basische Reaktion von Ammoniak oder von elementorganischen Verbindungen in Wasser mit dieser Definition einer Base nicht zu beschreiben. Im Mittelpunkt der Reaktion einer Säure mit einer Base steht die Neutralisationsreaktion und die Bildung von Salzen, während nach dem Modell von Brønsted, das weitgehend das Modell nach Arrhenius abgelöst hat, die Unterscheidung von sauren, basischen und neutralen Lösungen zweitrangig ist und Puffersysteme sich besser beschreiben lassen. Zwischen Salzen, deren Ionen in Lösung und Molekülen wird aus der Perspektive ihrer Leitfähigkeit unterschieden. Modernere Betrachtungen ordnen diese Stoffe über ihre chemische Reaktivität, wobei nichtreaktive Teilchen ignoriert werden können.

## Definition nach Brønsted und Lowry

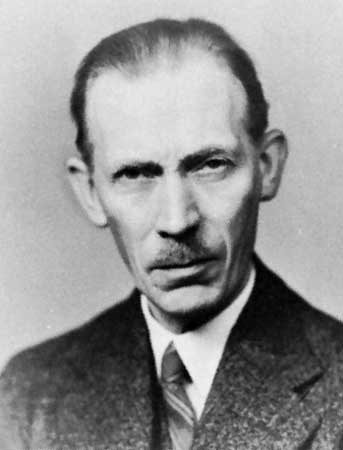
Johannes Nicolaus Brønsted

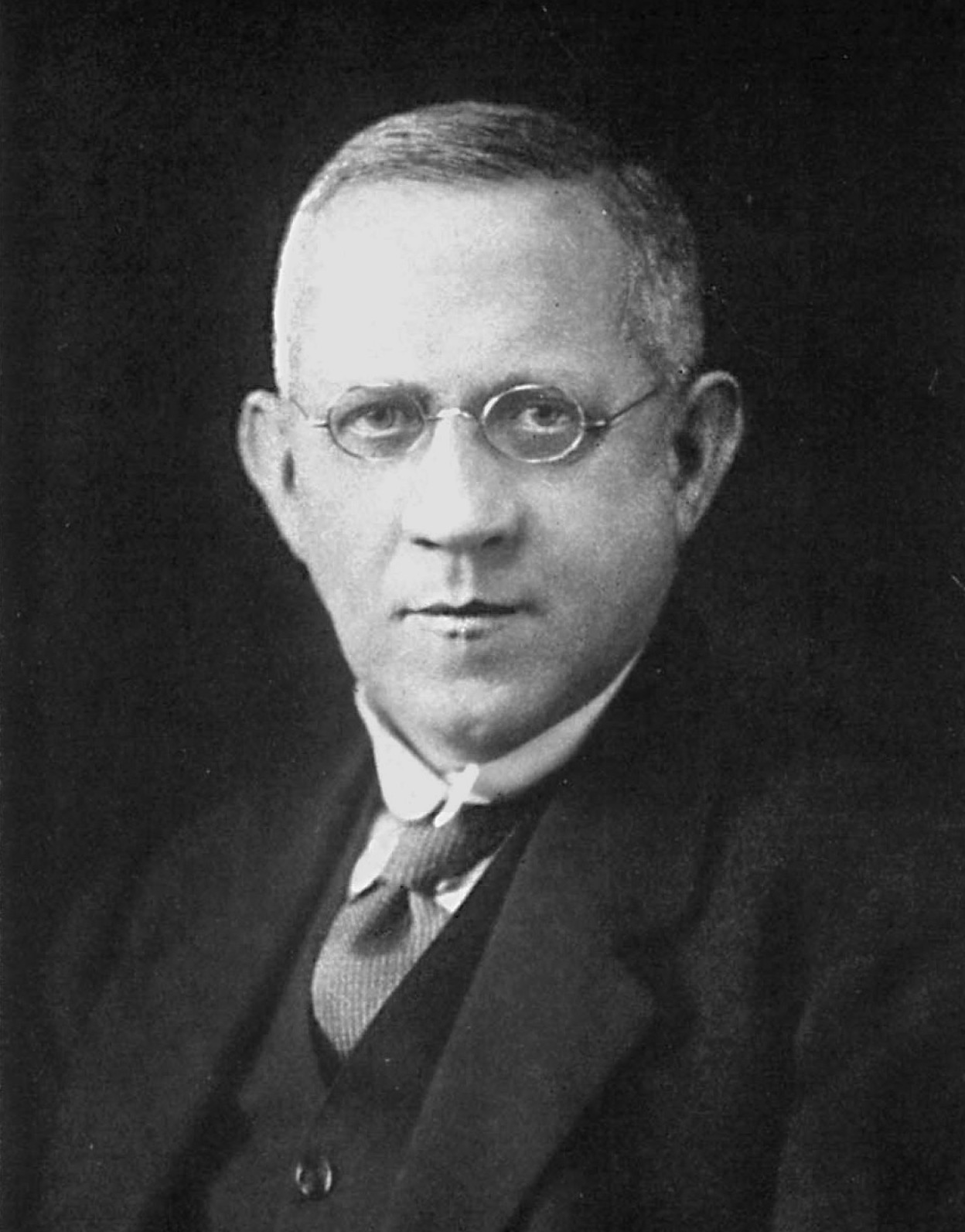
Thomas Martin Lowry

Johannes Nicolaus Brønsted und Thomas M. Lowry beschrieben 1923 unabhängig voneinander eine Säure als ein Teilchen, das Protonen (H+-Ionen) an einen zweiten Reaktionspartner, die sogenannte Base übertragen kann. Im Gegensatz zu Arrhenius allerdings sind Basen und Säuren bei ihnen keine bestimmten Stoffklassen mehr, sondern Teilchen, die in einer Reaktion mit H+-Ionen bestimmte Eigenschaften zeigen:
- Teilchen, die Protonen abgeben können, werden dementsprechend als Protonendonatoren oder Säuren bezeichnet.
- Teilchen dagegen, die Protonen aufnehmen können, werden dementsprechend als Protonenakzeptoren oder Basen bezeichnet.

Säure-Base-Reaktionen, bei denen in der oben genannten Weise Protonen übertragen werden, heißen auch Protolyse. Freie Protonen (H+) existieren dabei allerdings zu keinem Zeitpunkt: Jede Reaktion eines Partners als Säure setzt zwingend die Gegenwart eines zweiten Partners als Base voraus, dem die Säure ihre Protonen übertragen kann:
{\displaystyle \mathrm {Y+HX\ \rightleftharpoons \ Y\cdots H^{+}\cdots X^{-}\rightleftharpoons \ HY^{+}+X^{-}} }
Systeme solcher Art werden auch konjugierte oder korrespondierende Säure-Base-Paare genannt, zwischen denen sich nach einer bestimmten Zeit stets ein chemisches Gleichgewicht einstellt. In obiger Reaktionsgleichung sind dabei HX und HY+ die Säuren, Y und X− dagegen die Basen. Was beide Paare unterscheidet, ist lediglich ihre Fähigkeit, Protonen abzugeben bzw. aufzunehmen. Wie außerdem zu sehen, entsteht bei einer protolytischen Reaktion aus einer Säure (hier HX) stets ihre sogenannte konjugierte oder korrespondierende Base (hier X−), aus einer Base (hier Y) stets ihre sogenannte konjugierte oder korrespondierende Säure (hier HY+) und umgekehrt.
Kann ein chemischer Stoff sowohl Protonen abgeben als auch aufnehmen, kann er also sowohl als Säure wie Base agieren, spricht man von einem Ampholyten bzw. der Eigenschaft amphoter zu sein. Der bekannteste Ampholyt ist Wasser, das sowohl die Bildung von OH− als auch H3O+ erlaubt:
{\displaystyle \mathrm {H_{2}O+H_{2}O\ \rightleftharpoons \ H_{3}O^{+}+OH^{-}} }
Die praktisch bedeutsamsten protolytischen Reaktionen sind dementsprechend Reaktionen mit Wasser:
{\displaystyle \mathrm {HX+H_{2}O\ \rightleftharpoons \ H_{3}O^{+}+X^{-}} }
Die Gleichgewichtslage dieser Reaktion wird dabei durch die Säurestärke von HX bestimmt, zahlenmäßig beschrieben durch dessen Säurekonstante.

### Beispiele für Säure-Base-Reaktionen nach Brønsted
- Reaktion von Chlorwasserstoff (HCl) und Wasser, wobei sich Chlorwasserstoffsäure (HCl(aq)) bildet:

{\displaystyle \mathrm {HCl+H_{2}O\ \rightleftharpoons \ Cl^{-}+H_{3}O^{+}} }
- Reaktion von Schwefelsäure und Wasser:

{\displaystyle \mathrm {H_{2}SO_{4}+2\ H_{2}O\ \rightleftharpoons \ HSO_{4}^{-}+H_{3}O^{+}+H_{2}O\ \rightleftharpoons \ SO_{4}^{2-}+2\ H_{3}O^{+}} }
- Reaktion von Ammoniak und Wasser:

{\displaystyle \mathrm {NH_{3}+H_{2}O\rightleftharpoons \ NH_{4}^{+}+OH^{-}} }
- Der Säurebegriff von Brønsted und Lowry erklärt aber – im Gegensatz zu Arrhenius – auch die Säure-Base-Reaktion von Chlorwasserstoff- und Ammoniak-Gas zu Ammoniumchlorid (NH4Cl) trotz Abwesenheit von Wasser:

{\displaystyle \mathrm {HCl+NH_{3}\ \rightleftharpoons \ NH_{4}^{+}+Cl^{-}} }

## Definition nach Lewis
Gilbert Newton Lewis veröffentlichte 1923 eine Abhandlung über seine Säure-Base-Theorie. Demnach ist eine Lewis-Säure ein elektrophiler Elektronenpaarakzeptor und eine Lewis-Base ein Elektronenpaardonator.
Zu den Lewis-Säuren zählen:
- Verbindungen mit unvollständigem Elektronenoktett wie: B(CH3)3, BF3, AlCl3, FeCl2
- Metallkationen als Zentralatome in chemischen Komplexen
- Moleküle mit polarisierten Doppelbindungen, beispielsweise CO2
- Halogenide mit ungesättigter Koordination, beispielsweise SiCl4 oder PF5

Alle Basen nach Brønsted und Lowry sind ebenfalls Basen nach Lewis.

### Beispiel für eine Säure-Base-Reaktion nach Lewis
{\displaystyle \mathrm {AlCl_{3}+Cl^{-}\ \rightleftharpoons \ AlCl_{4}^{-}} }
Die Lewis-Säure AlCl3 reagiert mit der Lewis-Base Cl− unter Bildung des Lewis-Säure-Base-Addukts AlCl4−.

## Definition nach Lux und Flood
Im Mittelpunkt des 1939 von Hermann Lux aufgestellten und von Håkon Flood 1947 erweiterten Konzepts stehen statt Protonen die Oxidionen im Vordergrund. Dieses wurde aufgestellt, um Säure-Base-Reaktionen auch in protonenfreien Systemen beschreiben zu können, wie es in anorganischen Schmelzen vorkommt.
Nach Lux und Flood sind Säuren Oxidionen-Akzeptoren, Basen Oxidionen-Donatoren. Man betrachtet dabei Nichtmetalloxide (beispielsweise SO2, CO2) als Säureanhydride, da sie in wässriger Lösung sauer reagieren, entsprechend sind Metalloxide (beispielsweise MgO, Fe2O3) Basenanhydride, da sie in wässriger Lösung Hydroxidionen bilden.

### Beispiele für Säure-Base-Reaktionen nach Lux und Flood
{\displaystyle \mathrm {MgO+CO_{2}\ \rightarrow \ MgCO_{3}} }
Die Lux-Flood-Säure CO2 reagiert mit der Lux-Flood-Base MgO.
{\displaystyle \mathrm {CaO+SiO_{2}\ \rightarrow \ CaSiO_{3}} }
Die Lux-Flood-Säure SiO2 reagiert mit der Lux-Flood-Base CaO.

## Definition nach Ussanowitsch
1939 stellte der russische Wissenschaftler Michail Ussanowitsch folgende noch weiter gefasste Definition des Säure-Base-Begriffs auf:

„Säuren sind Stoffe, die Kationen abspalten oder Anionen bzw. Elektronen aufnehmen können.
Basen sind Stoffe, die Anionen oder Elektronen abspalten bzw. Kationen aufnehmen können.“

Diese Begriffsdefinition umfasst die Reaktionen nach dem Lewis-Konzept, erweitert es jedoch dadurch, dass die Aufnahme beziehungsweise Abgabe von Elektronen nun nicht mehr auf Elektronenpaare beschränkt ist und damit auch alle traditionellen Redoxreaktionen einschließt, bei denen ein vollständiger Elektronenübergang stattfindet.
Ein Kritikpunkt dieser wenig gebräuchlichen Theorie ist, dass sie zu allgemeingültig ist und der Begriff Säure-Basen-Reaktion damit auf zu viele verschiedene Arten von Reaktionen anwendbar ist.

## Konzept der harten und weichen Säuren und Basen nach Pearson
Ralph G. Pearson entwickelte 1963 das Konzept der harten und weichen Säuren und Basen (Hard and Soft Acids and Bases, HSAB-Konzept). Es lautet:

„Harte Säuren verbinden sich bevorzugt mit harten Basen und weiche Säuren verbinden sich bevorzugt mit weichen Basen.“

Betrachtet wird hierbei die Elektronegativität und die Polarisierbarkeit des betrachteten Teilchens:
| Typ           | Eigenschaften                                        | Beispiele      |
| ------------- | ---------------------------------------------------- | -------------- |
| Harte Säuren  | geringe Elektronegativität geringe Polarisierbarkeit | H+, Na+, K+    |
| Harte Basen   | hohe Elektronegativität geringe Polarisierbarkeit    | OH−, F−, SO42− |
| Weiche Säuren | geringe Elektronegativität hohe Polarisierbarkeit    | Cu+, Ag+, I2   |
| Weiche Basen  | hohe Elektronegativität hohe Polarisierbarkeit       | I−, SCN−, R2S  |

Das Konzept gibt Tendenzen wieder, es gibt wenige absolut harte oder weiche Teilchen. Es hilft jedoch bei der Abschätzung über die Stabilität von Verbindungen. So kommt z. B. das weichere Fe2+ in der Natur als Sulfid vor, während das härtere Fe3+ als Hydroxid oder Oxid vorliegt.

## Vergleich der Säure-Base-Theorien
Säuren und Basen sind chemische Gegenspieler, deren entgegengesetzte Eigenschaften sich bei Wechselwirkung aufheben. Die konstitutionellen und funktionellen Merkmale der Säuren und Basen sind Gegenstand der Säure-Base-Definitionen.
| Säure | Base | Verfasser          | Jahr       |
| --- | --- | ------------------ | ---------- |
| enthalten Sauerstoff | nicht näher definiert                                                                                                 | Lavoisier          | 1789       |
| enthalten Wasserstoff | nicht näher definiert                                                                                                 | Davy               | 1812       |
| enthalten Wasserstoff, der durch Metall ersetzbar ist                                                                     | nicht näher definiert                                                                                                 | Liebig             | 1838       |
| geben in Wasser H+-Ionen ab                                                                                               | geben in Wasser OH−-Ionen ab                                                                                          | Ostwald, Arrhenius | 1884, 1887 |
| geben H+-Ionen ab | nehmen H+-Ionen auf                                                                                                   | Brønsted, Lowry    | 1923       |
| erhöhen die Konzentration der lösungsmitteleigenen Kationen                                                               | erhöhen die Konzentration der Lyationen oder verringern die Konzentration der Lyoniumionen                            | Ebert, Konopik     | 1949       |
| spalten Kationen oder H+ ab oder nehmen Anionen bzw. Elektronen auf                                                       | spalten Elektronen oder Anionen ab oder nehmen Kationen bzw. H+ auf                                                   | Ussanowitsch       | 1939       |
| besitzen Elektronenlücken, in die ein Elektronenpaar unter Ausbildung einer koordinativen Bindung aufgenommen werden kann | besitzen ein freies Elektronenpaar, das zur Ausbildung einer koordinativen Bindung zur Verfügung gestellt werden kann | Lewis              | 1923       |
| Säuren sind Oxidionen-Akzeptoren                                                                                          | Basen sind Oxidionen-Donatoren                                                                                        | Lux, Flood         | 1939, 1947 |